# Sparus aurata
La dorada (Sparus aurata) es una especie de pez perciforme de la familia Sparidae, muy consumida dentro de la gastronomía española. Su nombre común viene de la franja dorada característica que se encuentra entre sus dos ojos. Es una especie costera, llegándose a encontrar incluso en estuarios, y es típica de la pesca deportiva.
Es un pez distribuido desde las islas británicas a Cabo Verde y por todo el Mar Mediterráneo, incluso el Mar Menor. Los jóvenes frecuentan zonas litorales y lagunas costeras mientras que los adultos prefieren aguas más profundas, normalmente por los 30 m de profundidad, aunque pueden llegar hasta los 150 m en época de reproducción. Se mueven entre las algas de zonas rocosas o superficies arenosas de los bajos fondos. 
Es una de las especies por excelencia dentro de la acuicultura marina.

## Descripción

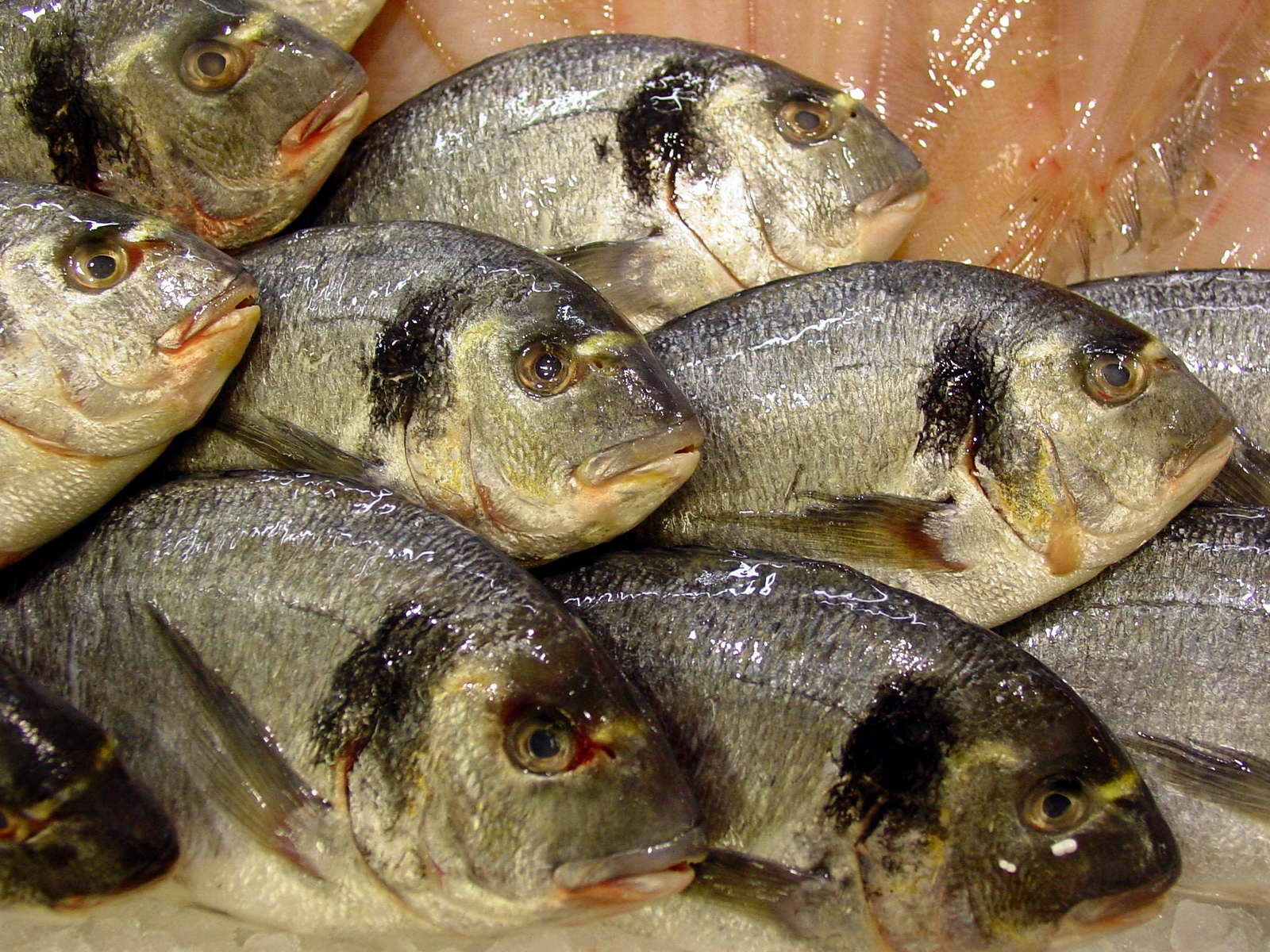
Doradas capturadas para consumo humano.

Los adultos alcanzan hasta 1 m de longitud y puede pesar entre 5-7 kg en ejemplares adultos. Tiene el cuerpo comprimido por ambos lados y su línea dorsal presenta una acusada convexidad. La cabeza es grande y redondeada y los labios gruesos. La primera fila de dientes está compuesta por 4, 5 o 6 colmillos puntiagudos, sujetos a unas fuertes mandíbulas. Los dientes molares se sitúan tras los colmillos, en 4 o 5 filas. 
Presenta una sola aleta dorsal y las pectorales son largas y acabadas en punta. La aleta caudal, revestida por una banda negra, está separada en dos porciones por medio de una ligera depresión. El opérculo que recubre las branquias es liso.
El color del dorso es verde azulado, el vientre plateado y con los flancos amarillo grisáceos.
Es típica, y de ahí su nombre, una franja dorada en la parte superior de los ojos.

## Reproducción
Es una especie hermafrodita protándrica; es decir, son machos al nacer hasta que alcanzan aproximadamente los dos años, y a partir de los tres años se convierten en hembras maduras. Algunos individuos actúan como machos toda su vida. Aparte de la edad influye el tamaño, aunque ambos normalmente van ligados. A partir de los 600 g suele cambiar el sexo de los machos hacia hembras. 
Los adultos acostumbran a vivir en pequeños grupos en zonas profundas. Llegada la época de reproducción (entre otoño e invierno) abandonan al resto del banco. Las mayores capturas en redes se vienen produciendo en el último trimestre del año, coincidiendo con la última fase de la puesta. En cada puesta se ponen alrededor de un millón de huevos fecundados.
En los criaderos industriales se han llegado a producir puestas durante todo el año, alterando el fotoperiodo y la temperatura. 

## Alimentación
Se alimenta principalmente de peces, crustáceos y moluscos que desentierra con su cola. En ocasiones también come algas y plantas verdes marinas.